# Passerelle Eiffel
Die Passerelle Eiffel oder Pont ferroviaire Saint-Jean ist eine 1860 eröffnete und nun stillgelegte Eisenbahnbrücke über die Garonne in Bordeaux.
Die Bahnverkehr läuft seit 2008 über die unmittelbar benachbarte Pont ferroviaire Garonne. Ihr musste das linke Widerlager und der über das linke Ufer reichende Teil der alten Brücke weichen. Am rechten Ufer überquert die Brücke noch den Quai Deschamps und endet am rechten Widerlager, hinter dem der Bahndamm ebenfalls beseitigt wurde.

## Geschichte

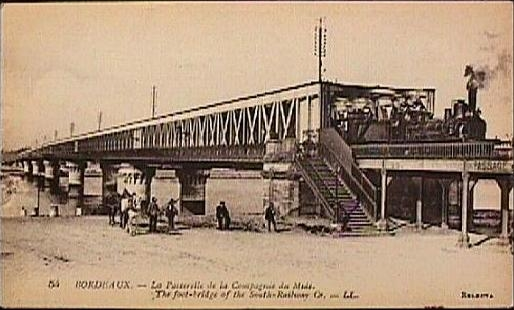
Die Brücke um 1900

Die Brücke diente der Verbindung der Bahnnetze der Compagnie du chemin de fer de Paris à Orléans und der Compagnie des Chemins de fer du Midi. Es wurden nun Bahnfahrten von Paris über Bordeaux nach Hendaye an der spanischen Grenze möglich sowie über Toulouse bis nach Sète (damals Cette), ohne vom früheren Gare d’Orléans am rechten Flussufer mit der Kutsche über die nahe Pont de Pierre zum Bahnhof Bordeaux-Saint-Jean auf der linken Seite wechseln zu müssen.
Die Brücke wurde nach dem Entwurf von Stanislas de la Laroche-Tolay und Paul Régnauld unter der Leitung des jungen Gustave Eiffel in den Jahren von 1858 bis 1860 gebaut.

## Beschreibung
Die zweigleisige Brücke hat fünf Hauptöffnungen und zwei Nebenöffnungen über den Uferbereichen. Von der ursprünglich 511 m langen Brücke sind noch 475 m vorhanden. Die Pfeilerachsabstände wurden, in Anlehnung an die kurz zuvor über die Gironde gebaute Eisenbahnbrücke Langon, auf 62,86 + 5×77,06 + 62,85 m festgelegt.
Das Tragwerk besteht aus zwei 6,35 m hohen schmiedeeisernen parallelgurtigen Trägern im Abstand von 8,60 m. Sie wurden damals als Gitterträger bezeichnet, die von Pfosten eingerahmten hohen Andreaskreuze sind aber einem Fachwerk ähnlich. Die Brücke hat einen oberen Querverband.
Die Pfeiler bestehen aus je zwei gusseisernen Rohren mit einem Durchmesser von 3,60 m, die mit Beton gefüllt sind. Sie dienten als Senkkasten, um die Pfeiler bis in eine Tiefe von 17 m abzusenken.
1862 erhielt die Brücke einen eisernen Fußgängersteg (französisch passerelle), der 1981 aus Sicherheitsgründen demontiert wurde.
Als die benachbarte neue Brücke gebaut wurde, hätte die alte Brücke eigentlich vollständig abgebrochen werden sollen. Auf Drängen des (französischen) Leiters der UNESCO wurde aber entschieden, sie weitgehend zu erhalten.
Seit 2010 steht die Brücke als Monument historique unter Denkmalschutz.
2018 wurde mit Instandsetzungsarbeiten begonnen, nach deren Abschluss die Brücke als Geh- und Radwegbrücke genutzt werden soll.